# Rio das Lontras (Corumbataí)
Der Rio das Lontras ist ein etwa 55 km langer linker Nebenfluss des Rio Corumbataí im Süden des brasilianischen Bundesstaats Paraná.

## Etymologie
Der Name des Flusses bedeutet Otterfluss. Lontras sind südamerikanische Verwandte der Fischotter.

## Geografie

### Lage
Das Einzugsgebiet des Rio das Lontras befindet sich auf dem Terceiro Planalto Paranaense (Dritte oder Guarapuava-Hochebene von Paraná).

### Verlauf
Sein Quellgebiet liegt im Munizip Corumbataí do Sul auf 653 m Meereshöhe. Es ist etwa 7 km südwestlich des Hauptorts in der Nähe der PR-549.
Der Fluss verläuft in nordöstlicher Richtung. Nach etwa 15 km erreicht er das Munizip Barbosa Ferraz. Er umfließt die Stadt in engem Bogen und mündet etwa 7 km östlich der Stadt auf 318 m Höhe von links in den Rio Corumbataí. Er ist etwa 55 km lang.

### Munizipien im Einzugsgebiet
Am Rio das Lontras liegen die zwei Munizipien Corumbataí do Sul und Barbosa Ferraz.